# 荀昱
荀昱（？年—169年），一作荀翌，字伯條，潁川潁陰（今河南省許昌）人，荀淑兄子，東漢八俊之一。

## 生平
荀昱任沛相，其兄弟荀曇任廣陵太守。兄弟都討厭惡人，有志鏟除宦官。宦官的黨羽有在二郡的，只要犯罪，都殺無赦。荀昱後來與大將軍竇武誅殺宦官，與李膺同死。荀曇也被禁錮終身。
李膺、荀昱、杜密、王暢、劉祐、魏朗、趙典、朱寓八人，人稱八俊，即人中英傑。